# Station Foxton
Foxton is een spoorwegstation van National Rail in South Cambridgeshire in Engeland. Het station is eigendom van Network Rail en wordt beheerd door Govia Thameslink Railway. 